# Noyelles-lès-Humières
Noyelles-lès-Humières là một xã trong tỉnh Pas-de-Calais, vùng Hauts-de-France, Pháp.
Noyelles-lès-Humières có cự ly khoảng 20 miles (32 km) về phía đông nam Montreuil-sur-Mer, trên giao lộ đường D106 và D98.

## Dân số
| 1962                                                              | 1968 | 1975 | 1982 | 1990 | 1999 | 2006 |
| ----------------------------------------------------------------- | ---- | ---- | ---- | ---- | ---- | ---- |
| 51                                                                | 61   | 50   | 46   | 57   | 56   | 68   |
| Số liệu điều tra dân số tính từ năm 1962, dân số chỉ tính một lần |      |      |      |      |      |      |

## Địa điểm nổi bật
- The 17th century church of St. Martin.